# Carlos Tobalina
Carlos Tobalina Aspirez (Baracaldo, 2 de agosto de 1985) es un exatleta español especializado en lanzamiento de peso. En 2016 se proclamó campeón de España de lanzamiento de peso en pista cubierta con una marca de 20,50 metros, lo que le otorgó el pase para los Juegos Olímpicos de Río de Janeiro 2016. También ha participado en los Campeonatos Mundiales de Atletismo de 2017 y 2022.

## Biografía
Nació por motivos de cercanía en el vizcaíno Hospital de Cruces, en Baracaldo, pero a los dos días fue trasladado a Castro-Urdiales (Cantabria), ciudad de la que es oriundo y en la que creció. Como deportista, se encontraba federado en el País Vasco.
Se retiró al acabar el Campeonato de España de 2024, en el que logró su séptimo título consecutivo de campeón de España de su especialidad.

### Competiciones internacionales
| Representando a España en lanzamiento de peso \| Año \| Competición \| Sede \| Puesto \| Marca \| \| ---- \| -------------------------------------- \| -------------- \| ------------- \| ------- \| \| 2012 \| Campeonato Iberoamericano \| Barquisimeto \| 6.º \| 18.47 m \| \| 2014 \| Campeonato de Europa \| Zúrich \| 9.º \| 20.04 m \| \| 2015 \| Campeonato de Europa en pista cubierta \| Praga \| 17.º (calif.) \| 19.18 m \| \| 2016 \| Campeonato del Mundo en pista cubierta \| Portland \| 10.º \| 19.86 m \| \| 2016 \| Campeonato de Europa \| Ámsterdam \| 10º \| 19.85 m \| \| 2016 \| Juegos Olímpicos \| Río de Janeiro \| 17.º (calif.) \| 19.98 m \| \| 2017 \| Campeonato de Europa en pista cubierta \| Belgrado \| 13.º (calif.) \| 19.83 m \| \| 2017 \| Campeonato del Mundo \| Londres \| 22.º (calif.) \| 19.87 m \| \| 2018 \| Juegos Mediterráneos \| Tarragona \| 8.º \| 19.28 m \| \| 2018 \| Campeonato de Europa \| Berlín \| 18.º (calif.) \| 19.41 m \| \| 2019 \| Campeonato de Europa en pista cubierta \| Glasgow \| 18.º (calif.) \| 19.06 m \| \| 2022 \| Campeonato del Mundo \| Eugene \| 24.º (calif.) \| 19.70 m \| \| 2023 \| Juegos Europeos \| Chorzów \| 5.º \| 20.19 m \| | Representando a España en lanzamiento de peso \| Año \| Competición \| Sede \| Puesto \| Marca \| \| ---- \| -------------------------------------- \| -------------- \| ------------- \| ------- \| \| 2012 \| Campeonato Iberoamericano \| Barquisimeto \| 6.º \| 18.47 m \| \| 2014 \| Campeonato de Europa \| Zúrich \| 9.º \| 20.04 m \| \| 2015 \| Campeonato de Europa en pista cubierta \| Praga \| 17.º (calif.) \| 19.18 m \| \| 2016 \| Campeonato del Mundo en pista cubierta \| Portland \| 10.º \| 19.86 m \| \| 2016 \| Campeonato de Europa \| Ámsterdam \| 10º \| 19.85 m \| \| 2016 \| Juegos Olímpicos \| Río de Janeiro \| 17.º (calif.) \| 19.98 m \| \| 2017 \| Campeonato de Europa en pista cubierta \| Belgrado \| 13.º (calif.) \| 19.83 m \| \| 2017 \| Campeonato del Mundo \| Londres \| 22.º (calif.) \| 19.87 m \| \| 2018 \| Juegos Mediterráneos \| Tarragona \| 8.º \| 19.28 m \| \| 2018 \| Campeonato de Europa \| Berlín \| 18.º (calif.) \| 19.41 m \| \| 2019 \| Campeonato de Europa en pista cubierta \| Glasgow \| 18.º (calif.) \| 19.06 m \| \| 2022 \| Campeonato del Mundo \| Eugene \| 24.º (calif.) \| 19.70 m \| \| 2023 \| Juegos Europeos \| Chorzów \| 5.º \| 20.19 m \| | Representando a España en lanzamiento de peso \| Año \| Competición \| Sede \| Puesto \| Marca \| \| ---- \| -------------------------------------- \| -------------- \| ------------- \| ------- \| \| 2012 \| Campeonato Iberoamericano \| Barquisimeto \| 6.º \| 18.47 m \| \| 2014 \| Campeonato de Europa \| Zúrich \| 9.º \| 20.04 m \| \| 2015 \| Campeonato de Europa en pista cubierta \| Praga \| 17.º (calif.) \| 19.18 m \| \| 2016 \| Campeonato del Mundo en pista cubierta \| Portland \| 10.º \| 19.86 m \| \| 2016 \| Campeonato de Europa \| Ámsterdam \| 10º \| 19.85 m \| \| 2016 \| Juegos Olímpicos \| Río de Janeiro \| 17.º (calif.) \| 19.98 m \| \| 2017 \| Campeonato de Europa en pista cubierta \| Belgrado \| 13.º (calif.) \| 19.83 m \| \| 2017 \| Campeonato del Mundo \| Londres \| 22.º (calif.) \| 19.87 m \| \| 2018 \| Juegos Mediterráneos \| Tarragona \| 8.º \| 19.28 m \| \| 2018 \| Campeonato de Europa \| Berlín \| 18.º (calif.) \| 19.41 m \| \| 2019 \| Campeonato de Europa en pista cubierta \| Glasgow \| 18.º (calif.) \| 19.06 m \| \| 2022 \| Campeonato del Mundo \| Eugene \| 24.º (calif.) \| 19.70 m \| \| 2023 \| Juegos Europeos \| Chorzów \| 5.º \| 20.19 m \| | Representando a España en lanzamiento de peso \| Año \| Competición \| Sede \| Puesto \| Marca \| \| ---- \| -------------------------------------- \| -------------- \| ------------- \| ------- \| \| 2012 \| Campeonato Iberoamericano \| Barquisimeto \| 6.º \| 18.47 m \| \| 2014 \| Campeonato de Europa \| Zúrich \| 9.º \| 20.04 m \| \| 2015 \| Campeonato de Europa en pista cubierta \| Praga \| 17.º (calif.) \| 19.18 m \| \| 2016 \| Campeonato del Mundo en pista cubierta \| Portland \| 10.º \| 19.86 m \| \| 2016 \| Campeonato de Europa \| Ámsterdam \| 10º \| 19.85 m \| \| 2016 \| Juegos Olímpicos \| Río de Janeiro \| 17.º (calif.) \| 19.98 m \| \| 2017 \| Campeonato de Europa en pista cubierta \| Belgrado \| 13.º (calif.) \| 19.83 m \| \| 2017 \| Campeonato del Mundo \| Londres \| 22.º (calif.) \| 19.87 m \| \| 2018 \| Juegos Mediterráneos \| Tarragona \| 8.º \| 19.28 m \| \| 2018 \| Campeonato de Europa \| Berlín \| 18.º (calif.) \| 19.41 m \| \| 2019 \| Campeonato de Europa en pista cubierta \| Glasgow \| 18.º (calif.) \| 19.06 m \| \| 2022 \| Campeonato del Mundo \| Eugene \| 24.º (calif.) \| 19.70 m \| \| 2023 \| Juegos Europeos \| Chorzów \| 5.º \| 20.19 m \| | Representando a España en lanzamiento de peso \| Año \| Competición \| Sede \| Puesto \| Marca \| \| ---- \| -------------------------------------- \| -------------- \| ------------- \| ------- \| \| 2012 \| Campeonato Iberoamericano \| Barquisimeto \| 6.º \| 18.47 m \| \| 2014 \| Campeonato de Europa \| Zúrich \| 9.º \| 20.04 m \| \| 2015 \| Campeonato de Europa en pista cubierta \| Praga \| 17.º (calif.) \| 19.18 m \| \| 2016 \| Campeonato del Mundo en pista cubierta \| Portland \| 10.º \| 19.86 m \| \| 2016 \| Campeonato de Europa \| Ámsterdam \| 10º \| 19.85 m \| \| 2016 \| Juegos Olímpicos \| Río de Janeiro \| 17.º (calif.) \| 19.98 m \| \| 2017 \| Campeonato de Europa en pista cubierta \| Belgrado \| 13.º (calif.) \| 19.83 m \| \| 2017 \| Campeonato del Mundo \| Londres \| 22.º (calif.) \| 19.87 m \| \| 2018 \| Juegos Mediterráneos \| Tarragona \| 8.º \| 19.28 m \| \| 2018 \| Campeonato de Europa \| Berlín \| 18.º (calif.) \| 19.41 m \| \| 2019 \| Campeonato de Europa en pista cubierta \| Glasgow \| 18.º (calif.) \| 19.06 m \| \| 2022 \| Campeonato del Mundo \| Eugene \| 24.º (calif.) \| 19.70 m \| \| 2023 \| Juegos Europeos \| Chorzów \| 5.º \| 20.19 m \| |
| Año | Competición | Sede | Puesto | Marca |
| --- | --- | --- | --- | --- |
| 2012 | Campeonato Iberoamericano | Barquisimeto | 6.º | 18.47 m |
| 2014 | Campeonato de Europa | Zúrich | 9.º | 20.04 m |
| 2015 | Campeonato de Europa en pista cubierta | Praga | 17.º (calif.) | 19.18 m |
| 2016 | Campeonato del Mundo en pista cubierta | Portland | 10.º | 19.86 m |
| 2016 | Campeonato de Europa | Ámsterdam | 10º | 19.85 m |
| 2016 | Juegos Olímpicos | Río de Janeiro | 17.º (calif.) | 19.98 m |
| 2017 | Campeonato de Europa en pista cubierta | Belgrado | 13.º (calif.) | 19.83 m |
| 2017 | Campeonato del Mundo | Londres | 22.º (calif.) | 19.87 m |
| 2018 | Juegos Mediterráneos | Tarragona | 8.º | 19.28 m |
| 2018 | Campeonato de Europa | Berlín | 18.º (calif.) | 19.41 m |
| 2019 | Campeonato de Europa en pista cubierta | Glasgow | 18.º (calif.) | 19.06 m |
| 2022 | Campeonato del Mundo | Eugene | 24.º (calif.) | 19.70 m |
| 2023 | Juegos Europeos | Chorzów | 5.º | 20.19 m |